# Ugo da Massa
Ugo da Massa (Massa Marittima, XIII secolo – ...) è stato un poeta italiano.

## Opere
Si conservano in tutto nove sonetti di quest'autore.
- Amore fue invisibole criato
- Eo maladico l'ora che'n promero
- Eo sono assiso, e man so' gota tengo
- In ogne membro un spirito m'è nato
- Madonna, poi m'avete si conquiso
- Non è fallo, ma grande conoscenza
- Tutte le cose c'om non pote avere
- Uno piacere dal core si move

Un poemetto sulle miniere, conservato in un codice Rediano con altri componimenti dell'autore, è andato perduto.